# 大澤酒造 (長野県)
大澤酒造株式会社（おおさわしゅぞう） は、長野県佐久市、中山道の望月宿と芦田宿の間にある間の宿茂田井宿にある日本酒製造業者。大澤酒造は1670年（寛文10年）より当地に住し、茂田井村の名主を代々勤めた家柄で、1689年（元禄2年）より酒造を始めた。しなの山林美術館（大澤邦雄、神津港人の絵画を展示）、民俗資料館（小諸藩より拝領した甲冑などを展示）、名主の館書道館を併設している。銘柄の1つの「善光寺秘蔵酒」は、善光寺貫主の宿を務めた縁により命名された。

## 沿革
- 1689年（元禄2年） - 酒造業を創業。
- 1861年（文久元年） - 和宮降嫁の行列の費用として小諸藩に10両献金し銚子を拝領。

## 杜氏
- 大澤 実

## 事業所
- 本社・工場（長野県佐久市茂田井）

## 主要製品
清酒
- 明鏡止水
- 勢起
- 信濃のかたりべ
- 大吉野
- 善光寺秘蔵酒
- 善光寺街道